# San (Mali)
San és una ciutat i municipi (comuna) de Mali, al cercle de San, regió de Ségou. La seva població al cens del 2009 era de 9.646 habitants, i al cens anterior (1998) era de 7.011 habitants. Dins els seus edificis destaquen la Gran Mesquita de San, molt característica, d'arquitectura sudanesa, i un estadi per 5000 persones construït amb l'ajut de la Xina. La ciutat és el centre de la producció del teixit de cotó típic de Mali anomenat bògòlanfini

## Història
San fou fundada com un campament per pescadors bozos; més tard s'hi va establir un caçador markes de Somo (a uns 20 km de San) de nom Tion Bakore (o Yérémakoré Traore) que es va instal·lar al costat de la llacuna i quan va tornar a casa va portar a la seva família i va explicar que allí havia passat un any ("san" en la seva llengua) d'on es suposa que deriva el nom. Una altra versió canvia el caçador per dues famílies dioules, els Koi Ta i els Sekine (aquests darrers extingits al segle xviii). Més tard s'hi van afegir la família Tera, markes de Tion, emparentats als Traore (originaris de Dia i de Djenné, emigrats cap al segle xi o XII) i la família Santara, d'origen maure però procedents de Djenné, que van introduir l'islam. Progressivament s'hi van afegir gent procedent de regions properes, fins que es pot considerar que es van formar quatre grups: els marka (descendents de les primeres famílies), els rurals (majoritàriament bambares, bobos i miniankes), els originaris del delta (bozos, peuls i somonos), i la resta (minoritaris d'origen mossi, dafing, samogos, malinke, dogon i altres). Es van formar quatre barris: Korala, Saitala, Santarala i Traorela i dos associacions tradicionals ("tons").
La data d'aquesta fundació hauria estat al segle xiv, i la població depenia del regne de Dâ (a uns 30 km al sud de San). Se sap d'una expedició del askia de Mali, Ishak, contra San, el 1542/1543. Amb la decadència de Mali va passar vers 1690 quan Mamari Couloubaly, fundador de l'imperi bambara, va ocupar San (i tot el Bendougou i Séladougou) i va imposar tribut a Djenné. San, que era part del Bendougou, estava sota un cap local marka. Els dioula de Kong (manats per Famagan Ouattara) van fer la guerra als bambares, segurament per controlar la ruta comercial cap a Djenné, i aquesta guerra va comportar la destrucció de San vers 1740. Al seu lloc fou construïda la barriada de Dalan al nord, segurament amb antics presoners bambares dispersats després de la mort del seu cap Biton Coulibaly el 1751.
Després d'un període tranquil, la gihad va portar a Sheku Ahmadu al poder a Ségou el qual va establir a un almamy a San entre 1830 i 1840. El 1861 al-Hadjdj Umar va conquerir Ségou i el govern local de San va canviar passant dels Traore als Tera. Umar va demanar al almamy de fer la pregària en nom seu però li va garantir una completa autonomia; com a lloc de pau on es protegia als comerciants i les caravanes, va esdevenir el centre de refugi de tots els que fugien d'altres regions.
San fou visitada pel militar i explorador francès Louis Monteuil el 23 de desembre de 1890 hi va establir amb l'almamy local, Lassana Téra, un tractat pel qual s'imposava el protectorat francès (5 de gener de 1891) però el país es mantenia com un centre comercial independent de qualsevol altre poder, amb plena llibertat comercial. De moment aquest protectorat no fou políticament efectiu per manca de mitjans; Lassana Téra va morir el 1892 i el va succeir el seu fill Kalilou Téra. El governador del Sudan Francès, Louis Achinard va estar a San el 8 d'abril de 1893 durant la conquesta de l'estat de Macina. Després de la conquesta de Macina (Djenné, Mopti, Bandiagara), i l'expulsió d'Ahmadu Tall de la regió, la influència francesa fou cada cop més evident. Kalilou Téra va signar un altre tractat amb Monteuil, aleshores comandant del cercle de Djenné. El 1895 el tinent Hugot hi va establir una posició militar. El 1897 els cercles de Koutiala i San (també anomenat Minianka) foren segregats de Ségou. San fou la capital del cercle i el tinent Cottes en fou el primer comandant (1897-1899); el 1899 el cercle de Minianka fou suprimit i agregat al de Koutiala; San va passar a ser només capçalera de subdivisió.
El 1901 Kalilou Téra fou executat (penjat) pels francesos i el poder va passar als Traore amb Koro Traore (1902-1909); això va iniciar la rivalitat entre els dos clans (Tera i Traore) que encara persisteix i que va trencar la seva aliança matrimonial (no hi ha hagut mai més cap enllaç entre membres de les dues famílies). Els Téra acusen als Traore d'haver fomentat l'execució amb denuncies falses contra Kalilou. Les actes de judici no s'han pogut revisar perquè la part principal fou censurada i va desaparèixer. El 1903 es va establir l'administració civil amb la circumscripció de Koutiala dividida en 25 cantons; el 1909 Koutiala fou confirmada com a capital. Kassim Traore (1909-1917) va succeir a Koro Traore com a cap tradicional.
Les males collites de 1913, 1914 i 1915 van portar la misèria a la zona i l'alta taxa impositiva i els reclutaments forçats colonials van portar a la rebel·lió el 1915 dels cantons propers de Dédougou i Tominian (sota el cap de Togoula); els bobos i els samos foren els primers; el març de 1916 els rebels van ocupar San; fins al setembre d'aquell any no es va poder dominar la revolta; però la repressió que va seguir (1916) i els reclutaments massius per la guerra a Europa (1917) van provocar l'èxode de milers de persones cap a la Costa d'Or britànica. La població de San, gairebé 3000 habitants el 1910, va baixar a uns 1000 el 1918. El 1917 va pujar com a cap tradicional Adama Traore (1917-1922) al que va succeir Bé Birama el 1922.
Després de la guerra l'arribada de comerciants libanesos va reactivar el comerç i San va passar a 4.625 habitants el 1935. El cap local tradicional Bé Birama va morir el 1943 i el va succeir Amadou Traore que va exercir fins a la independència. Després de la II Guerra Mundial, San va arribar als 6.000 habitants (1946) i a 10.000 (1956)
Per llei de 18 de novembre de 1952 va esdevenir una comuna mitjana dirigida per un alcalde nomenat pel cap del territori, assistit per un consell municipal elegit per un col·legi únic. Dins el Mali independent una llei de 2 de març de 1966 va establir la uniformitat per a totes les comunes del país ja existents: el consell municipal és elegit i entre els electes s'escull a l'alcalde i al seu adjunt (o adjunts). El govern de Mali va acordar el 26 de gener de 2011 qualificar a la mar de Sanké com a patrimoni cultural nacional; la mar de Sanké és una mena de llacuna on es fa una pesca ritual col·lectiva i festiva anomenada « Sanké mon ».